# 藤田銀八郎
藤田銀八郎（ふじた ぎんはちろう、寛政5年（1793年） - 明治元年（1868年））は日本の柔術家である。号は一覺斎。名は義重。

## 経歴
寛政5年（1793年）に生まれる。遠州浜松の人で、井上河内守の家臣である。幼少から武術を好み弓術、馬術、剣術、槍術、柔術を極めていた。
江戸で、天神真楊流を磯又右衛門柳関斎源正足から学び、さらに楊心流と真之神道流を極めた。
廻国修行中、粟田口（京の七口の一つ）で旅人の父娘が三十余人の黒鍬に囲まれ逃げ場を失っているところを目撃した。助けるために当身で10人ほど殺したが、拳に痛みを覚えたため地面に落ちていた瓦を拾って10人ほど当て殺した。これを見た残りの黒鍬達は一目散に逃げ去ったという。
後、藤田は遠州の秋葉山に21日の祈願をこめて絶食し山籠もりの修行をした。修業の満願の日に摩利支尊天が現れ一巻の巻物を授けて立ち去ったという。その巻物には、いかなる流派にも見られない千人遠当の術が書かれていた。この千人遠当の術の正体は斑猫、煙硝、唐辛子を混ぜた物にモルヒネを加えて火を付けるものであり、これを敵前で行うと何人の敵でもすぐに仮死、絶命するという危険なものであった。
最初は柴新流という流名で教えていたが、門人の矢田一心斎と共に改良を加え柴真揚流と改称した。